# Bình An, Đồng Nai
Bình An là một xã thuộc tỉnh Đồng Nai, Việt Nam.

## Địa lý
Xã Bình An nằm ở phía đông bắc huyện Long Thành, có vị trí địa lý:
- Phía đông giáp xã Lộ 25, huyện Trảng Bom và xã Sông Nhạn, huyện Cẩm Mỹ
- Phía tây giáp xã Long Đức
- Phía nam giáp xã Bình Sơn
- Phía bắc giáp xã An Viễn, Trung Hoà và Đông Hoà, huyện Trảng Bom.

Xã Bình An có diện tích 29,34 km², dân số năm 1999 là 6655 người, mật độ dân số đạt 227 người/km².

## Hành chính
Xã Bình An được chia thành 4 ấp: An Bình, An Viễng, Bàu Tre, Sa Cá.

## Lịch sử
Ngày 6 tháng 11 năm 2006, Uỷ ban Nhân dân tỉnh Đồng Nai ban hành Quyết định 9537/QĐ-UBND, trong đó thành lập ấp An Bình từ một phần ấp An Viễng.